# Gilles le Pannetier
Gilles le Pannetier est un noble liégeois, seigneur de Tignée de 1477 à sa mort probablement en 1499.

## Biographie
Gilles de Seraing dit le Pannetier était le fils de Gilles de Seraing, écuyer, pannetier héréditaire du prince-évêque de Liège, échevin de Liège, seigneur de Fraipont et de Banneux, avoué de Louveigné, etc., et de Marie le Pottier, sa quatrième femme.
Il fut échevin de Huy de 1471 à 1476 et de Huy petite de 1475 à 1476. Le 14 octobre 1496, il comparait comme mambourg et commis du prince-évêque Jean de Hornes et des églises de Liège dans un acte relatif au tonlieu de la ville de Huy.
Le 21 juin 1471, il emprunta à Jean Layeul, marchand lombard, la somme de soixante griffons, dont il hypothéqua une maison sise "en Bollegirue à Huy, provenant de Guillaume le Pottier, son oncle défunt".
Il épousa en premières noces Isabelle Bérard, fille d'Alexandre Bérard, échevin de Liège, laquelle mourut le 31 mai 1471 et fut inhumée dans l'église des Frères-mineurs à Huy. Il épousa ensuite en secondes noces, Godescalca de Beesde avec qui il eut une fille, Marie le Pannetier (qui épousa Thierry de Saive).